# Truccazzano
Truccazzano est une commune italienne de la ville métropolitaine de Milan, dans la région de la Lombardie.

## Administration
| Période                                  | Période | Identité | Étiquette | Qualité |
| ---------------------------------------- | ------- | -------- | --------- | ------- |
|                                          |         |          |           |         |
| Les données manquantes sont à compléter. |         |          |           |         |

### Frazione
Albignano, Cavaione, Corneliano Bertario.

### Communes limitrophes
Cassano d'Adda, Pozzuolo Martesana, Melzo, Rivolta d'Adda, Liscate, Comazzo.